# Sao Trương

Bản đồ sao Trương

Sao Trương (tiếng Trung giản thể: 张宿; phồn thể: 張宿, bính âm: Zhāng Xiù; Hán-Việt: Trương tú) là một trong nhị thập bát tú của chòm sao Trung Quốc cổ đại. Nó là một trong những chòm sao nằm ở phương nam của Chu Tước.

## Quần sao
| Hán-Việt   | Trung | Chòm sao        | Số lượng sao | Ý nghĩa                                |
| ---------- | ----- | --------------- | ------------ | -------------------------------------- |
| Trương     | 張    | Trường Xà       | 6            | Diều chim hoặc giương lưới bắt dã thú. |
| Thiên Miếu | 天廟  | Tức Đồng/La Bàn | 14           | Tổ miếu của thiên tử.                  |